# Mocsárosdűlő
Mocsárosdűlő ([ˈmotʃaːɾoʃdyːløː]) est un quartier de Budapest, situé dans le 3e arrondissement. 